# Scopticus herbeus
Scopticus herbeus Simon, 1895 è un ragno appartenente alla famiglia Thomisidae.
È l'unica specie nota del genere Scopticus.

## Distribuzione
L'unica specie oggi nota di questo genere è stata rinvenuta verosimilmente nell'isola di Giava

## Tassonomia
Dal 1895 non sono stati esaminati altri esemplari, né sono state descritte sottospecie al 2014.